# Zonnewendebrug
De Zonnewendebrug (brug 2106) is een bouwkundig kunstwerk in Amsterdam-Centrum. De naam verwijst naar 21 juni (21-06) waarop jaarlijks de zonnewende plaatsvindt.

## Geschiedenis
Er waren al minstens vanaf de zomer van 2021 (van dan stamt ook het verzoek tot deze naamstelling) plannen voor het plaatsen van een voetbrug hier. De brug moest de verbinding leggen tussen Cruquiusstraat in de Czaar Peterbuurt en de nog in aanbouw zijnde Willem Parelstraat op Oostenburg, een tot woonwijk gesaneerd industriegebied. Door diverse omstandigheden werd de (her)bebouwing van die laatste wijk opgehouden en dus was een brug ter plekke over de scheidslijn gevormd door de Oostenburgervaart ook opgehouden.

## Omschrijving

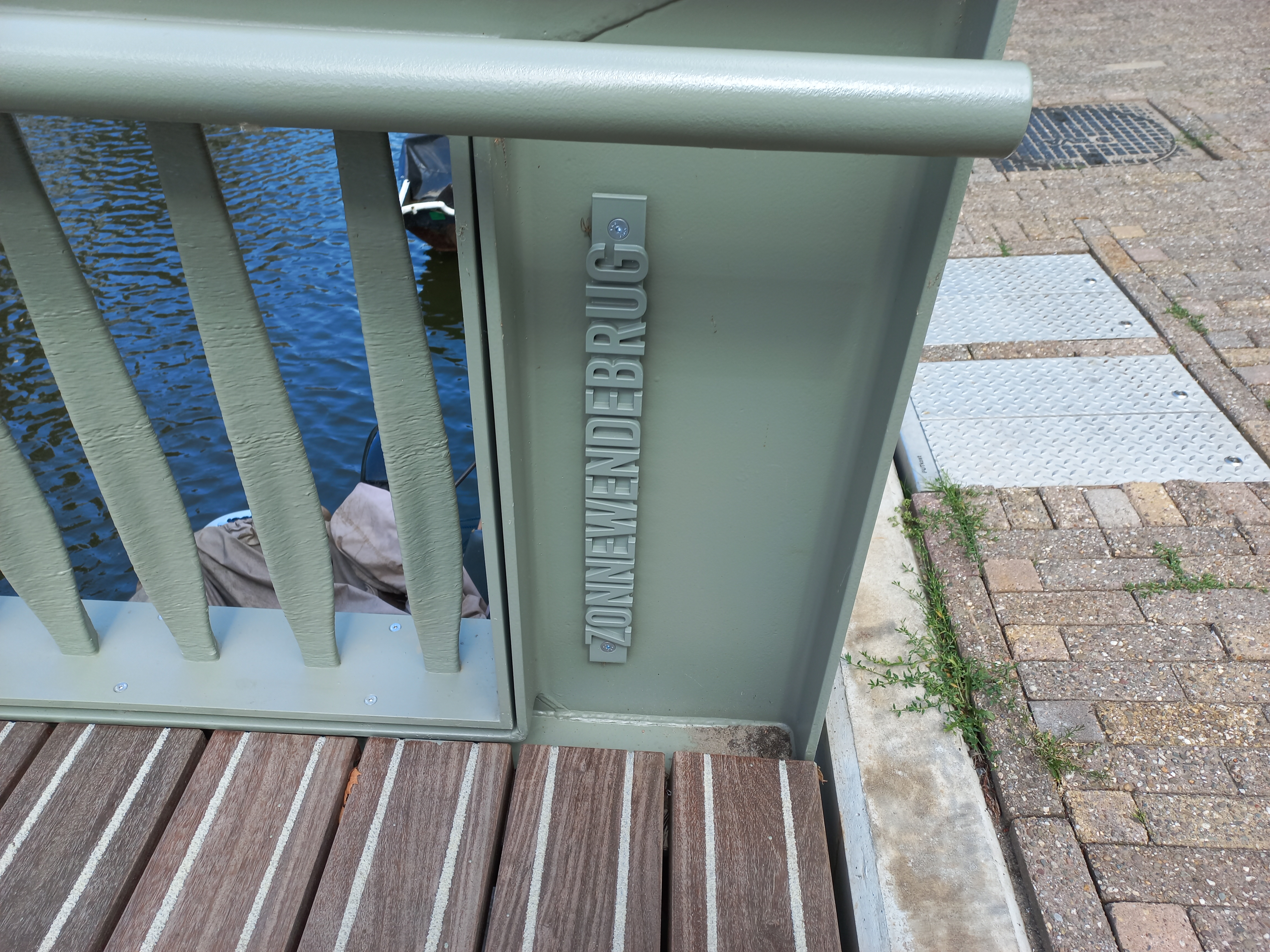
Naambord (juli 2023)

De brug is een ontwerp van Cyrus Clark, werkend voor de gemeente Amsterdam. Deze schakelde MX3D in voor de leuningen en balustraden. MX3D leverde hiermee haar tweede brug af met gebruik van een 3D-printer. De eerste was de tijdelijke vervanger van de Stoofbrug. In plaats van een wulps ontwerp daar, kwam voor de Zonnewendebrug een strak uiterlijk. De leuningen/balustraden worden daarbij ondersteund door 360 (elke kant 180) balusters. Dat industrieel proces werd deels gehaald uit de oorspronkelijke bestemming van Oostenburg; er was voor de sanering scheepvaart- en spoorindustrie gevestigd. Bijzonder is dat elke baluster van vorm verschilt. De leuningen en balustrades worden daarentegen gedragen door een eenvoudige overspanning die rust op twee brugpijlers/jukken. Daar waar vroeger het in de Oostenburgervaart een komen en gaan was van schepen, is dat in tijden van planning voor de brug allang niet meer het geval. Daardoor kon worden gekozen voor een grotendeels vaste brug. Om het verhalen en verhuizen van woonschepen mogelijk te maken werd het middenstuk verwijderbaar gemaakt. Amsterdam heeft ook daar al ervaring mee, de Wim Ibobrug in Noord kreeg om dezelfde reden een uitneembaar middenstuk; de Drs. P-brug, ook in Noord is geheel uitneembaar. Van dat beweegbaar middenstuk zal weinig gebruik gemaakt (behoeven te) worden, aangezien de brug met een houten rij- en wandeldek ook een licht welving heeft.

## Problemen
Al vrij snel na de oplevering en opening (21 juni 2023 inclusief naamplaat) werd geconstateerd dat ook fietsers en gemotoriseerd vervoer van de brug gebruik maakten. Deze ontwikkelden daarbij een dermate hoge snelheid, dat de brug voor de oorspronkelijke gebruikers te gevaarlijk werd. De brug ligt in een voetgangersgebied, waarbij fietsers zijn toegestaan. Er werden aan de kant van de Czaar Peterbuurt blokkades geplaatst om dat “snelverkeer” af te laten remmen of het onmogelijk te maken van de brug gebruik te maken.
2100 · 2102 · 2103 · 2105 · 2106 · 2107 · 2108 · 2109 · 2110 · 2111 · 2112 · 2113 · 2114 · 2115 · 2120 · 2121 · 2125 · 2127 · 2128 · 2129 · 2130 · 2131 · 2132 · 2133 · 2134 · 2135 · 2136 · 2137 · 2138 · 2139 · 2140 · 2141 · 2142 · 2143 · 2144 · 2145 · 2146 · 2147 · 2148 · 2149 · 2150 · 2151 · 2152 · 2153 · 2154 · 2155 · 2156 · 2157 · 2158 · 2159 · 2160 · 2161 · 2162 · 2163 · 2164 · 2165 · 2166 · 2167 · 2168 · 2169 · 2170 · 2171 · 2172 · 2173 · 2174 · 2175 · 2176 · 2178 · 2179 · 2180 · 2181 · 2182 · 2183 · 2184 · 2185 · 2186 · 2188 · 2189 · 2190 · 2191 · 2192 · 2193 · 2194 · 2195 · 2196 · 2197 · 2198 · 2199
Overige brugnummers zijn niet (meer) vergeven, behalve brug 2177, een verdwenen brug in Park Frankendael.